# Adour
Adour er en flod på 324 km der ligger i det sydvestlige Frankrig og løber ud i Atlanterhavet – i Biscayen. 